# Santiago García Botta
Santiago García Botta (Buenos Aires, 19 giugno 1992) è un rugbista a 15 argentino, che gioca nel ruolo di pilone negli Harlequins in English Premiership.

## Biografia
García Botta si formò nelle giovanili del Belgrano, club con il quale esordì in prima squadra durante l'URBA Top 14 del 2012. Nel 2013 giocò il Campionato argentino di rugby a 15 vestendo la maglia della selezione di Buenos Aires. Ebbe la sua prima esperienza nel rugby europeo all'inizio della stagione 2014-2015, quando firmò un contratto di pochi mesi con lo Stade français per sostituire l'infortunato Heinke van der Merwe. Nonostante due sole presenze nella squadra francese, può vantare la vittoria del Top 14 di quell'anno. Ritornato in patria, fu selezionato nei Pampas XV con cui disputò e vinse l'edizione 2015 della World Rugby Pacific Challenge. L'anno successivo fu incluso nella rosa dei Jaguares, neonata franchigia argentina partecipante al Super Rugby. Nelle quattro annate passate nella selezione argentina, ottenne come miglior risultato il raggiungimento della finale del Super Rugby 2019 persa contro i Crusaders. A partire dalla stagione 2019-2020 milita nel club inglese degli Harlequins.
A livello internazionale, García Botta fece parte della nazionale argentina under-20 che si classificò al quarto posto nel mondiale del 2012. Il suo debutto con l'Argentina avvenne nella prima giornata del vittorioso Campionato sudamericano di rugby 2013. Dopo un anno di assenza, tornò in nazionale per disputare l'edizione 2015 del campionato sudamericano. Successivamente subentrò dalla panchina nell'amichevole pre-mondiale contro il Sudafrica, ma non riuscì a conquistarsi un posto tra i selezionati della nazionale argentina per la Coppa del Mondo di rugby 2015. Nonostante ciò, fu richiamato a fine torneo per sostituire l'infortunato Marcos Ayerza e giocò così la finale per il terzo posto persa contro il Sudafrica. Nel 2016, dopo aver figurato in tutti gli incontri amichevoli di giugno, esordì nel The Rugby Championship nell'ultima sfida contro l'Australia; successivamente prese parte al tour europeo di novembre. Nelle annate internazionali 2017 e 2018 fu una presenza costante nei Pumas, con i quali giocò un totale di diciannove partite.

## Palmarès
- Campionati francesi: 1
Stade Français: 2014-15
- Premiership: 1
Harlequins: 2020-21
- Pacific Rugby Cup : 1
Pampas XV: 2015
- Campionati sudamericani: 2
Argentina: 2013, 2015